# درد در جانوران
در انسان، درد یک احساس ناراحتی است که اغلب در پی برانگیزاننده‌های خشن یا آسیب‌زا ایجاد می‌شود. این پرسش که آیا جانوران غیربشر نیز چنین درد را احساس می‌کنند یا خیر، بحث چالش‌زایی بوده‌است. معیار اندازه‌گیری درد در بشر، چگونگی درک یک فرد از درد (مثلاً در یک مقیاس درد) است.

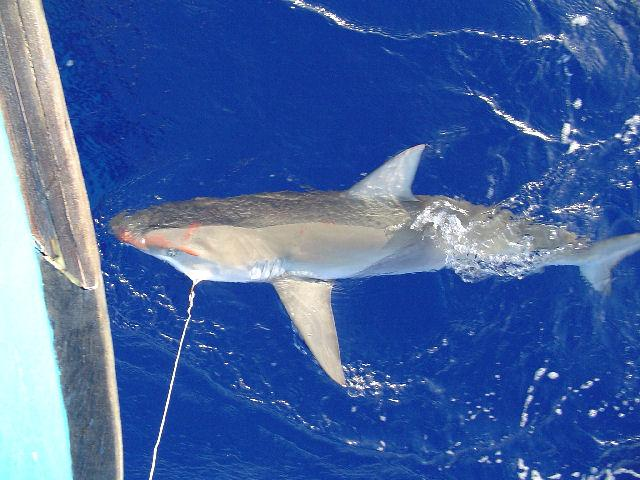
یک کوسه گالاپاگوس که به قلاب ماهیگیران بر روی یک قایق ماهیگیری گرفتار شده‌است

انجمن بین‌المللی مطالعات درد، «درد» را چنین توصیف می‌کند: «یک تجربه ملموس و احساسی ناخوشایند مرتبط با آسیب واقعی یا بالقوه به بافت‌ها». تنها فردی که درد را تجربه می‌کند می‌تواند کیفیت و شدت درد و درجه رنج را درک کند. با این حال، برای جانوران غیربشر، اگر حتی ممکن باشد، دانستن تجربه احساسی که در پی درد رخ داده‌است، بسیار دشوار است.
بنابراین، این مفهوم اغلب در تعاریف درد در حیوانات، تعریف نشده‌است چنان‌که زیمرمن بیان می‌کند: «تجربه احساسی ناشی از آسیب واقعی یا احتمالی که در درازمدت موجب واکنش‌های محافظتی حرکتی و رویشی شود، آموزش نهادینه اجتناب را ایجاد کرده و می‌تواند ویژگی‌های رفتاری گونه‌ای، مانند رفتار اجتماعی را تغییر دهد.» اگرچه جانوران غیربشر نمی‌توانند احساسات خود را با استفاده از زبان به نحو شایسته و ملموسی به شیوهٔ ارتباطات انسانی گزارش دهند، اما مشاهدهٔ رفتار آن‌ها نشانگر معیاری برای درک میزان درد در آن‌هاست. درست مانند پزشکان و کادر درمانی که با وجود این‌که گاهی با بیماران خود هیچ زبان مشترکی ندارند، شاخص‌های درد برای آن‌ها هنوز قابل فهم هستند. طبق نظر کمیته شورای تحقیقات ملی ایالات متحده در مورد تشخیص و کاهش درد در حیوانات آزمایشگاهی، بسیاری از گونه‌های جانوری، از جمله پستانداران و احتمالاً تمام مهره‌داران، درد را تجربه می‌کنند.